# Mauro Armiño
Mauro Fernández Alonso de Armiño (Cereceda, Oña, 1944), conocido como Mauro Armiño, es un escritor, periodista, crítico literario y teatral y traductor español.

## Biografía
Se crio en el País Vasco hasta 1964, cuando se trasladó a Madrid para estudiar Filosofía y Letras en la Universidad Complutense.

## Trayectoria profesional
Ha ejercido el periodismo y la crítica literaria y teatral en diversos medios de comunicación, como El País, Cambio 16, Radio Nacional de España y en la revista El Siglo.

### Teatro
Algunas de sus traducciones y versiones teatrales han sido llevadas a los escenarios, dirigidas por: Josep Maria Flotats (París 1940, de Louis Jouvet; La Cena, El encuentro de Descartes con Pascal joven y La mecedora, de Jean-Claude Brisville; El juego del amor y del azar, de Marivaux; Beaumarchais, de Sacha Guitry); Miguel Narros (Salomé, de Oscar Wilde); Adrián Daumas (Los enredos de Scapin, La escuela de los maridos, Las preciosas ridículas, de Molière; El triunfo del amor y El príncipe travestido, de Marivaux; La comedia de las ilusiones, de Corneille); Isidro Rodríguez (El misántropo, Los enredos de Scapin, de Molière; El médico de su honra, de Calderón); Hernán Gené (Tartufo, de Molière); Fernando Pignolo (El triunfo del amor, de Marivaux); o por otros directores (Splendid’s de Jean Genet, La escuela de las mujeres de Molière; Los justos, de Albert Camus).

### Traducción

#### Cultura francesa
Su labor de traductor se ha centrado sobre todo en la cultura francesa: autores teatrales como Pierre Corneille, Molière, Beaumarchais, Edmond Rostand, y Albert Camus; filósofos de la Ilustración como Rousseau, Voltaire, Giacomo Casanova, el marqués de Sade; poetas como Arthur Rimbaud, y escritores como Maupassant, Honoré de Balzac, Émile Zola, Alejandro Dumas, Julio Verne, Marcel Schwob, Julien Gracq, Henri Bergson, Ferdinand de Saussure, Jacques Le Goff, Philippe Sollers o Claude Lévi-Strauss, entre otros.
Ha traducido los Cuentos completos de Maupassant y los Cuentos completos de La Comedia humana de Balzac en Editorial Páginas de Espuma; y las antologías de relatos y novelas cortas de los siglos xvii al xx Cuentos y relatos libertinos y Los dominios de Venus, ambas en Ediciones Siruela.
Es reseñable la traducción realizada de A la busca del tiempo perdido de Marcel Proust, publicada por Editorial Valdemar, a la que sigue en 2022 una edición "anotada y puesta al día" en siete tomos en El paseo editorial, así como la edición de Historia de mi vida de Giacomo Casanova, la Obra completa bilingüe de Arthur Rimbaud, El arte mágico de André Breton y su participación en varios relatos de Poder del sueño de Roger Caillois en Ediciones Atalanta.

#### Cultura inglesa
De cultura inglesa ha traducido a Edgar Allan Poe, George Eliot, Nathaniel Hawthorne y Oscar Wilde.

## Obra

### Poesía
- El mástil de la noche (1982)

### Narrativa
- El curso de las cosas (1975)

### Ensayo
- Larra (1973)
- Las Musas (2011), con grabados y dibujos de Celedonio Perellón, Liber Ediciones.
- Amantes célebres. Amor más allá de la muerte (2014), con aguafuertes, litografías y dibujos de Celedonio Perellón, Liber Ediciones.

## Distinciones

### Órdenes
- Caballero de las Artes y de las Letras ( Francia).

### Premios
- Premio de traducción Fray Luis de León por su Antología de la poesía surrealista, de varios autores. Editorial Visor (1971).
- Premio de traducción Fray Luis de León por Poesía, de Rosalía de Castro (1979).
- Premio Max a la mejor adaptación de obra teatral por París 1940, de Louis Jouvet (2003).[10]
- Premio Nacional a la Mejor Traducción por Historia de mi vida, de Giacomo Casanova. Ediciones Atalanta (2010).
- Primer Premio Nacional al Libro Mejor editado de 2010 por Apocalipsis, con ilustraciones de José Luis Fariñas, traducción de Casiodoro de Reina, notas de Mauro Armiño.
- Segundo Premio Nacional de libros de Bibliofilia de 2011 por Las Musas, texto original de Mauro Armiño e ilustraciones de Celedonio Perellón.